# Just Enough Education to Perform
《Just Enough Education to Perform》은 웨일스의 록 밴드 스테레오포닉스의 세 번째 스튜디오 음반이다. 2001년 4월 11일에 발매되었으며, 14만 장의 판매고를 기록하며 영국 음반 차트 1위에 올랐다. 이 음반에서는 〈Mr. Writer〉, 〈Have a Nice Day〉, 〈Step on My Old Size Nines〉의 세 곡이 톱 10 싱글로 등장했다. 음반 제목은 〈Mr. Writer〉의 가사 한 줄에서 따온 것이다.
이 음반은 원래 11곡으로 구성되어 있었으나, 이후 〈Handbags and Gladrags〉가 싱글로 발매된 뒤인 2002년에 해당 곡을 추가해 재발매되었다.

## 평가
| 전문가 평가          | 전문가 평가 |
| 총 점수              | 총 점수     |
| 출처                 | 점수        |
| -------------------- | ----------- |
| 메타크리틱           | 68/100      |
| 평가 점수            |             |
| 출처                 | 점수        |
| AllMusic             | [ 1 ]       |
| The Guardian         | [ 6 ]       |
| Drowned in Sound     | 2/10        |
| Entertainment Weekly | B           |
| laut.de              | [ 9 ]       |
| Mojo                 | [ 10 ]      |
| NME                  | 5/10        |
| Pitchfork            | 5.2/10      |
| Q                    | [ 12 ]      |
| RTE.ie               | [ 13 ]      |

《Just Enough Education to Perform》은 대체로 엇갈리면서도 긍정적인 평가를 받았다. 주류 평단의 리뷰를 100점 만점으로 환산해 평균을 내는 메타크리틱에서는 10개의 리뷰를 바탕으로 평균 68점을 기록했다. 일부 부정적인 평가에도 불구하고, 이 음반은 한동안 스테레오포닉스가 메타크리틱에서 기록한 가장 높은 점수였으며, 이후 2022년 《Oochya!》가 69점을 받아 이를 한 점 차로 넘어섰다.
《옵저버》에 기고한 토니 헤이먼은 음반 제목을 언급하며 "교육 수준과는 상관없이, 스테레오포닉스는 명백히 어떤 공연력도 지니고 있지 않다. 만약 이들이 정규 교육과 음악적 재능 사이에 연관이 있다고 암시하고자 했다면, 그들은 유치원에서도 너무 멍청하다는 이유로 쫓겨난 문맹 바보 넷일 것이다."라고 혹평했다. 헤이먼은 이 음반을 "위생 상태가 불량한 지역의 관리되지 않은 변기에서 비위생적으로 퍼낸 음악적 배설물"이라 표현하며 밴드에 대한 혹독한 비판을 이어갔다. 그는 또한 CD 소책자가 코팅되어 있지 않았다면 "제3세계 지역에 화장지로 배포될 수도 있을 것"이라고 조롱했다.

## 상업적 성과
2001년 초 발매된 《Just Enough Education to Perform》은 영국 음반 차트에서 1위에 올라 2주간 머물렀으며, 이후 발매 9개월 뒤인 2002년 1월, 둘째 주에도 다시 2주간 정상을 차지했다. 이 음반은 이후 여러 차례 차트에 재진입했으며, 2002년 6월에는 27위, 2003년 7월에는 37위, 2003년 8월에는 34위를 기록한 뒤 최종적으로 영국 음반 차트 100위권에서 사라졌다. 2001년에는 영국에서 네 번째로 많이 팔린 음반이었으며, 2002년에는 24위, 2000년대 전체에서는 39번째로 많이 팔린 음반이었다. 이 음반은 영국에서 5배 플래티넘 인증을 받았다. 닐슨 사운드스캔의 집계에 따르면, 2009년 기준으로 미국에서는 8만 3천 장이 판매되었다.

## 곡 목록
모든 곡들은 특별한 언급이 없는 한 켈리 존스에 의해 작사/작곡하였다.
| #   | 제목                          | 작사·작곡       | 재생 시간 |
| --- | ----------------------------- | --------------- | --------- |
| 1.  | 〈Vegas Two Times〉           |                 | 4:29      |
| 2.  | 〈Lying in the Sun〉          | 존스, 마셜 버드 | 4:31      |
| 3.  | 〈Mr. Writer〉                |                 | 5:19      |
| 4.  | 〈Step on My Old Size Nines〉 |                 | 4:00      |
| 5.  | 〈Have a Nice Day〉           |                 | 3:25      |
| 6.  | 〈Nice to Be Out〉            |                 | 3:08      |
| 7.  | 〈Watch Them Fly Sundays〉    |                 | 3:29      |
| 8.  | 〈Everyday I Think of Money〉 |                 | 3:24      |
| 9.  | 〈Maybe〉                     |                 | 4:34      |
| 10. | 〈Caravan Holiday〉           |                 | 3:12      |
| 11. | 〈Rooftop〉                   |                 | 6:13      |

## 인증
| 국가                                                  | 인증        | 판매량/출하량 |
| ----------------------------------------------------- | ----------- | ------------- |
| 네덜란드 (NVPI)                                       | 골드        | 40,000^       |
| 영국 (BPI)                                            | 6× 플래티넘 | 1,804,880     |
| 미국                                                  | —           | 83,000        |
| 요약                                                  |             |               |
| 유럽 (IFPI)                                           | 2× 플래티넘 | 2,000,000*    |
| *판매량을 기반으로 한 인증 ^출하량을 기반으로 한 인증 |             |               |